# 1024
| Calendário gregoriano                                                        | 1024 MXXIV                                             |
| Ab urbe condita                                                              | 1777                                                   |
| Calendário arménio                                                           | 473 – 474                                              |
| Calendário bahá'í                                                            | -820 – -819                                            |
| Calendário budista                                                           | 1568                                                   |
| Calendário chinês                                                            | 3720 – 3721 Início a 13 de fevereiro (aproximadamente) |
| Calendário copta                                                             | 740 – 741                                              |
| Calendário etíope                                                            | 1016 – 1017                                            |
| Calendários hindus - Vikram Samvat - Calendário nacional indiano - Cáli Iuga | 1079 – 1080 945 – 946 4124 – 4125                      |
| Calendário Holoceno                                                          | 11024                                                  |
| Calendário islâmico                                                          | 415 – 416                                              |
| Calendário judaico                                                           | 4784 – 4785                                            |
| Calendário persa                                                             | 402 – 403                                              |
| Calendário rúnico                                                            | 1274                                                   |
| Calendário solar tailandês                                                   | 1567                                                   |

1024 (MXXIV, na numeração romana) foi um ano bissexto do século XI do Calendário Juliano, da Era de Cristo, e as suas letras dominicais foram E e D (53 semanas), teve início a uma quarta-feira e terminou a uma quinta-feira.
No território que viria a ser o reino de Portugal estava em vigor a Era de César que já contava 1062 anos.
| Ano completo                           |
| -------------------------------------- |
| Ano bissexto com início à quarta-feira |

## Eventos
- João XIX torna-se papa.

## Nascimentos
- Hugo de Cluny.
- Magno I da Noruega.
- Guilherme VIII da Aquitânia, faleceu a 25 de Setembro de 1086.
- Américo IV de Thouars m. 1093 foi o 11º visconde de Thouars.

## Mortes
- 9 de Abril — Papa Bento VIII.